# Meänmaan Teatteri
Meänmaan Teatteri är en teaterförening bildad den 13 september 2005 med säte i Övertorneå, Sverige.
Föreningen är medlem i Tornedalsteatern och ATR. Styrelsen består av ledamöter från Sverige och Finland, samt en adjungerad ledamot från Tornedalsteatern. Mötena och ordförandeposten växlar mellan länderna. Målsättningen för föreningen är produktioner som bygger på historiska händelser i Tornedalen på båda sidor om Torne älv. Spelspråken är svenska, finska och meänkieli. Teatern samverkar med Tornedalsteatern, Norrbottensteatern, Samiska Teatern och teatrar i Petrozavodsk.

## Produktioner
Teatern har satt upp och medverkat i operatrilogin med text av Bengt Pohjanen och musik av Kaj Chydenius mellan 2005 och 2009. 2008 firades Tornedalens första författare på svenska, Hilja Byström från Matojärvi i gamla Hietaniemi socken, med seminarier och musikalen Sånger från Matojärvi, också den med text av Bengt Pohjanen och musik av Kaj Chydenius. Vintern 2005-2006 dramatiserades Antti Keksis kväde om islossningen. Föreställningen spelades utomhus.